# August Wendt
August Wendt (* 4. Juni 1861 in Hamm; † 15. Mai 1927 in Karlsruhe) war ein deutscher Jurist. Er stand ab 1888 im badischen Staatsdienst und war Amtsvorstand, vergleichbar mit einem heutigen Landrat. 

## Familie
August Wendt war der Sohn von Gustav Wendt (* 24. Januar 1824 in Berlin; † 6. März 1912 in Karlsruhe), 1857 bis 1867 Direktors des Gymnasiums in Hamm und ab 1867 in Karlsruhe, und der Anna geborene Dohrn (* 6. August 1831 in Berlin; † 1. November 1892 in Karlsruhe). Er heiratete am 21. Juni 1892 Klara geborene Stoesser, Tochter des Max Stoesser, Geheimer Regierungsrat in Freiburg, und der Helene geborene Flad. Wendt war seit dem 31. März 1906 in zweiter Ehe verheiratet mit Johanna geborene Eisenhardt (* 12. September 1878 in Greiz; † 12. September 1963 in Geisenheim), Tochter des Julius Eisenhardt. Aus erster Ehe entstammt der Sohn Gustav (* 9. Dezember 1891) und aus zweiter Ehe folgende Kinder: Marianne (* 23. Februar 1907 in Wertheim) und Karla (* 6. Oktober 1913 in Karlsruhe).

## Ausbildung
Nach dem Besuch des Gymnasiums in Karlsruhe von 1870 bis 1880 begann er ab dem Wintersemester 1880/81  das Studium der Rechtswissenschaften an der Universität Freiburg, wechselte zum Wintersemester 1881/82 an die Universität München und zum Wintersemester 1882/83 an die Universität Berlin. Ab dem Sommersemester studierte Wendt an der Universität Heidelberg, wo er 1884 sein Studium abschloss. In Heidelberg wurde er Mitglied der Verbindung Rupertia. Nach dem ersten Staatsexamen wurde er zum 17. Dezember 1884 Rechtspraktikant und setzte seine Ausbildung als Volontär beim Amtsgericht Karlsruhe fort. Weitere Stationen seiner Ausbildung waren: Amtsgericht Radolfzell, Landgericht Karlsruhe, Staatsanwaltschaft Karlsruhe, Bezirksamt Waldkirch, Bezirksamt Ettlingen etc. Das zweite Staatsexamen schloss er am 18. Juni 1888 mit der Note hinlänglich erfolgreich ab.

## Laufbahn
- Juli 1888 Urlaubsvertretung beim Bezirksamt Pfullendorf
- 23. September 1888 Gehilfe beim Bezirksamt Tauberbischofsheim
- 1. April bis 1. Mai 1889 Dienstverweser beim Bezirksamt Eberbach
- 12. August 1889 Gehilfe beim Bezirksamt Sinsheim
- 28. Juli 1890 Gehilfe beim Bezirksamt Kehl, dazwischen vom 22. März bis 22. April 1891 Dienstverweser beim Bezirksamt Waldkirch
- 5. Mai 1891 Amtsgehilfe beim Bezirksamt Baden und ab dem 1. Oktober 1891 beim Bezirksamt Freiburg
- 12. Dezember 1891 bis Juni 1892 Dienstverweser beim Bezirksamt Staufen
- 6. Juni 1892 Amtmann beim Bezirksamt Offenburg
- 19. August 1896 Oberamtmann beim Bezirksamt Buchen
- 10. Dezember 1900 Oberamtmann beim Bezirksamt Schwetzingen
- 24. April 1905 Oberamtmann beim Bezirksamt Wertheim
- 15. November 1909 Oberamtmann beim Bezirksamt Ettlingen und dort am 9. September 1910 zum Geheimen Regierungsrat ernannt
- 23. Oktober 1919 zweiter Beamter beim Bezirksamt Karlsruhe
- am 1. April 1924 in den einstweiligen und ab dem 30. September 1926 in den dauernden Ruhestand versetzt

## Auszeichnungen
- 1905 Ritterkreuz 1. Klasse des Zähringer Löwen-Ordens
- 1909 Preußischer Kronen-Orden 3. Klasse
- 1916 Badisches Kriegsverdienstkreuz
- 1918 Preußisches Verdienstkreuz für Kriegshilfe
- Badische Jubiläumsmedaille